# William Attrill
Pour les articles homonymes, voir Attrill.
William Dunbar Attrill, né en mars 1868 à Cowes (Île de Wight) et mort en 1939 à Edmonton, est un joueur français de cricket et de football.

## Biographie
William Attrill est le premier capitaine de l'équipe de football du Standard Athletic Club. Évoluant au poste de défenseur, il remporte le Championnat de France de football USFSA en  1894 et en 1895.
Il participe aussi à l'unique match de cricket aux Jeux olympiques en 1900 à Paris. La France, représentée par l'équipe du Standard Athletic Club, est battue par l'Angleterre et remporte donc la médaille d'argent,,.